# Zinaïda Reich
Pour les articles homonymes, voir Reich (homonymie).
Zinaïda Nikolaïevna Reich (en russe : Зинаи́да Никола́евна Райх), née le 3 juillet 1894 à Odessa et morte assassinée le 15 juillet 1939 à Moscou, est une actrice de théâtre soviétique,. Elle est l'épouse du poète Sergueï Essénine, puis, du metteur en scène Vsevolod Meyerhold.

## Biographie
Zinaïda est la fille de conducteur de train Auguste Reich (1862-1942), - un Allemand silésien qui, par la suite, se nomme Nikolaï Andreïevitch Raïkh -, et de son épouse, née Anna Ivanovna Viktorova. La famille habite le quartier historique d'Odessa Blizhnie melnitsy. Le père rejoint les rangs du Parti ouvrier social-démocrate de Russie. Sa participation aux soulèvements contre le régime en place va entraîner la relégation des Reich à Bender en 1907. Là, Zinaïda fréquente le gymnasium pour filles, mais en sera chassée à cause de ses convictions politiques. Elle s'inscrit alors au Cours supérieur pour femmes de Kiev.
En 1913, devenue membre du Parti socialiste révolutionnaire (Russie), elle part s'installer à Saint-Pétersbourg, alors que ses parents déménagent à Orel, chez la sœur de la mère, Varvara Ivanovna Danziger. À Saint-Pétersbourg, Reich suit les cours d'histoire littéraire et de droit pour femmes institué par le conseiller d'état Nikolaï Raïev (1856-1919). Parallèlement, elle travaille comme secrétaire-réceptionniste au journal Delo naroda [La Cause du Peuple] où elle rencontre son futur époux Sergueï Essénine. Leur mariage religieux est célébré le 30 juillet 1917. Ensemble, ils ont une fille Tatiana (1918-1992) et un fils Constantine (1920-1986). Ils divorcent officiellement le 5 octobre 1921.
En 1921, Zinaïda Reich suit une formation d'art dramatique auprès de Vsevolod Meyerhold. Elle débute sur scène le 19 janvier 1924, dans l'adaptation de La Forêt d'Alexandre Ostrovski, au théâtre Meyerhold. Elle y interprètera en tout une dizaine de rôles.
Meyerhold est arrêté et emprisonné en juin 1939. Dans la nuit du 14 au 15 juillet 1939, Reich est poignardée par des policiers dans son appartement de Bryusov pereulok (Moscou)alors qu’elle prétendait tout dire à Staline sur la mort d’Essenine. Elle meurt sur le chemin de l'hôpital. Son meurtre reste non résolu.
L'artiste est enterrée au cimetière Vagankovo.